# Megachile tuberculata
Megachile tuberculata là một loài Hymenoptera trong họ Megachilidae. Loài này được Smith mô tả khoa học năm 1857.